# 软刺裸鲤
软刺裸鲤（学名：Gymnocypris dobula）为輻鰭魚綱鯉形目鲤科裸鲤属的鱼类，被IUCN列為次級保育類動物，是中国的特有物种。分布于西藏佩枯湖和戳错龙湖等，常生活于湖区。该物种的模式产地在西藏东部。體長可達25.2公分。